# Нафиков, Галимьян Харисович
 Галимьян Харисович Нафиков  (6 декабря 1938 — 28 июля 2011) — строитель, начальник управления КМСУ-3 треста НПМ РБ, Герой Социалистического Труда.

## Биография
Галимьян Харисович Нафиков родился 6 декабря 1938 г. в селе Кандрыкуль Туймазинского района Башкирской АССР. По национальности башкир. Образование — среднее техническое.
В 1954 г. окончил курсы трактористов при МТС с. Кандрыкуль. Трудовую деятельности начал в 1954 г. трактористом колхоза «Большевик» Туймазинского района.
В мае 1956 г. уволился, поступил на строительство нефтепровода «Куйбышев-Пенза-Саратов» механизатором на очистную машину. В 1958 г. из СУ-1 треста ВНПС г. Куйбышева Нафиков был откомандирован машинистом изоляционной машины в г. Салават СУ-2 треста ВНПС на строительство газопровода «Шкапово-Ишимбай-Магнитогорск». Затем работал в СУ-7 треста «Востокнефтепроводстрой» машинистом-трубоукладчиком, бригадиром изоляционной укладочной колонны, мастером по строительству нефтегазопровода, с 1963 г. — бригадиром механизированной изоляционно-укладочной колонны.
За 17 лет работы в тресте участвовал в сооружении газопроводов Шкапово — Ишимбай — Магнитогорск, Бухара — Урал, Средняя Азия — Центр, Ухта — Торжок, нефтепроводов Калтасы — Чекмагуш, Языково — Ишимбай, Калтасы — Уфа.
В труднейших климатических и природных условиях Средней Азии, Севера, Сибири, Урала Г. X. Нафиков находил методы строительства, соответствующие этим условиям. Самоотверженно трудился на строительстве более 1 000 километров стальных магистральных трубопроводов. Внес большой вклад в сооружение сверхмощного нефтепровода Самотлор — Усть-Балык — Курган — Уфа — Альметьевск.
Мобилизовал коллектив технологического потока на досрочное завершение земляных, монтажно-сварочных и изоляционно-укладочных работ.	40-километровая трасса, построенная коллективом технологического потока Г. X. Нафикова и проходящая по заболоченному таёжному участку, была сдана в эксплуатацию на 2 месяца раньше установленного срока с оценкой качества работ на «хорошо». Применяя передовые методы организации труда, Г. X. Нафиков обеспечил самую высокую производительность труда механизированной колонны. Среднее выполнение норм выработки составило 167 процентов. Коллектив потока неоднократно выходил победителем в социалистическом соревновании.
Передавая свой опыт молодым, 30 из них помог освоить профессию изолировщика, 12 молодых рабочих научил управлять краном-трубоукладчиком.
За выдающиеся производственные успехи при строительстве нефтепровода Самотлор — Усть-Балык — Курган — Уфа — Альметьевск Указом Президиума Верховного Совета СССР от 5 октября 1973 г Г. X Нафикову присвоено звание Героя Социалистического Труда.
С 1976 года работал мастером, с 1987 года заместителем начальника строительно-монтажного управления № 2 Уфимского треста «Нефтепроводмонтаж».	
В 1985 г. Галимьян Харисович окончил строительный техникум г. Уфы.
В 1989 году был назначен начальником управления КМСУ-3 треста НПМ, где проработал до ухода на пенсию в 1996 году.
Нафиков Галимьян Харисович жил в г. Уфе. Умер 28 июля 2011 года.

## Награды
- Герой Социалистического Труда (1973)
- Награждён орденами Ленина (1964, 1973), Трудового Красного Знамени (1971), медалями

## Сочинения
- Мои магистрали : [Рассказ зам. начальника строит.- монтаж. управления N 2 треста «Востокнефтепроводмонтаж»] / Г. Х. Нафиков; [Лит. запись В. М. Мустафина, В. Б. Иванова], 80 с. ил. 16 см, Уфа Башк. кн. изд-во 1980